# Ceylonhoen
Het Ceylonhoen (Gallus lafayettii) is een vogel uit de familie fazantachtigen (Phasianidae). De wetenschappelijke naam van de soort is voor het eerst geldig gepubliceerd in 1831 door de Franse scheepschirurgijn en natuuronderzoeker René Primevère Lesson. Als eerbetoon vernoemde Lesson de vogelsoort naar de Franse aristocraat Gilbert du Motier de La Fayette, beroemd geworden vanwege zijn rol in de Amerikaanse Onafhankelijkheidsoorlog en de Franse Revolutie.

## Kenmerken
De haan is herkenbaar aan de roodgele halsveren, de rug en de bovenvleugelpennen. De zwarte staart en de zwarte oppervleugelpennen hebben een metaalachtige glans. De borst is roodachtig.

## Verspreiding en leefgebied
De soort is endemisch in Sri Lanka waar het de nationale vogel is.

## Beschermingsstatus
Op de Rode Lijst van de IUCN heeft de soort de status veilig.

## Staartloze mutant
In 1868 ontkende de Engelse natuuronderzoeker Charles Darwin ten onrechte het bestaan van een staartloze mutant van het Ceylonhoen die de Nederlandse zoöloog Coenraad Jacob Temminck in 1807 beschreven had.

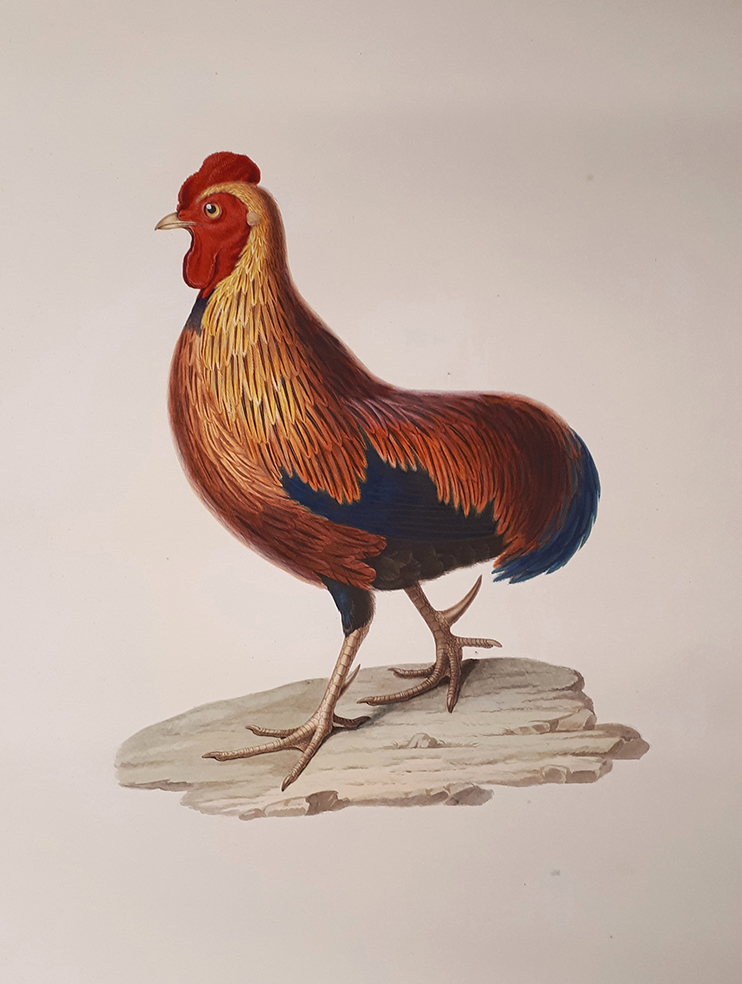
Lithografie van staartloze mutant van Ceylonhoen door Jean-Gabriel Prêtre (1805 of 1806) in opdracht van Coenraad Jacob Temminck (Naturalis Biodiversity Center, Leiden)